# Fight dirty
Fight dirty is het vierde muziekalbum van de Britse muziekgroep Charlie. De ellende begon bij dit magnum opus van de band. het zag er gunstig uit. Na Lines toerde Charlie met Bachman Turner Overdrive, Alice Cooper (30.000 man), Robert Palmer (124 man) en The Kinks. Ze gaan eind 1978 terug naar Londen om hun album op te nemen en mogen zelfs een orkestje inschakelen. Uiteindelijk bleek hun Amerikaanse platenlabel Janus Records failliet te zijn gegaan. Thomas en Colbeck voerden nog overnamegesprekken met Atlantic en RSO Records, maar Janus hield de boot af; ze zouden het wel redden; niet dus. Arista Records nam Janus Records op en daarmee ook het repertoire van Charlie. Ze wilde wel een album uitbrengen van Charlie, maar dan mocht de band niet toeren.
Vervolgens kreeg Killer cut veel airplay (#1 Radio hit) en kwam Arista met het verzoek juist wel te gaan toeren. Ze gaan toeren met Foreigner en het album verkocht redelijk, dan zegt Arista; we stoppen met jullie. De band dook de studio in voor Here comes trouble, maar dat album bleef twee jaar op de plank liggen. In eerste instantie werd het album als dubbel-cd uitgebracht met haar opvolger; in 1998 volgde een separate uitgave met een andere trackvolgorde. 

## Musici
- Terry Thomas – zang, gitaar
- Eugene Organ – basgitaar, gitaar, zang
- John Anderson – zang
- Julian Colbeck – toetsinstrumenten
- Steve Gadd (niet te verwarren met Steve Gadd) – slagwerk
- Shep Lonsdale – slagwerk

Met onder andere Ray Cooper op percussie

## Tracklist
| Nr. | Titel                                              | Duur |
| --- | -------------------------------------------------- | ---- |
| 1.  | Killer cut (Thomas)                                | 6:05 |
| 2.  | Fight dirty (Thomas)                               | 6:25 |
| 3.  | Don’t count me out (Colbeck, Organ, Thomas)        | 4:00 |
| 4.  | Heartless (Thomas)                                 | 3:58 |
| 5.  | Too late (Colbeck, Thomas)                         | 3:44 |
| 6.  | So alone (Colbeck, Thomas)                         | 4:36 |
| 7.  | Just one more smiling face (Colbeck, Thomas)       | 5:21 |
| 8.  | California (Colbeck, Gadd,Organ,Thomas)            | 5:10 |
| 9.  | The end of it all (Anderson, Colbeck,Organ,Thomas) | 3:31 |
| 10. | Runaway (Thomas)                                   | 3:14 |